# Campylodontium
Campylodontium là một chi rêu trong họ Fabroniaceae.